# Nuestra Belleza Latina 2007
Nuestra Belleza Latina 2007 fue la primera temporada televisada de Nuestra Belleza Latina luego de 10 años sin realizarse el certamen. Después de miles de audiciones en varias ciudades de  Estados Unidos y Puerto Rico 12 finalistas, se trasladaron  a Miami para convivir juntas. Recibieron las diferentes clases de baile, pasarela, dicción, teleapuntador y entrenamiento físico. Las finalistas también compitieron entre sí en diferentes desafíos. Después de que cada episodio había terminado, el público en el país tiene que votar por sus favoritas, por teléfono o mensaje de texto. A diferencia del formato anterior, las participantes ahora se representaban a sí mismas, no a sus países, por lo que estaba permitido tener más de una concursante de un mismo país o tener la misma nacionalidad. Semana tras semana la finalista con menor cantidad de votos era eliminada. La ganadora del concurso fue contratada para ser una de las nuevas caras en muchos programas de Univision. Además recibió premios y efectivo valorados 200.000 dólares reinado como Nuestra Belleza Latina durante un año.
En esta primera temporada Alejandra Espinoza representante de  México fue Nuestra Belleza Latina 2007.

## Jueces
- Osmel Sousa
- Carlos Calderón
- Alicia Machado

## Concursantes
| Resultado                   | Delegada           | Representante        |
| --------------------------- | ------------------ | -------------------- |
| Nuestra Belleza Latina 2007 | Alejandra Espinoza | México               |
| 2º Lugar                    | Mayra Muñoz        | El Salvador          |
| 3º Lugar                    | Yara Lasanta       | Puerto Rico          |
| 4º Lugar                    | Elizabeth López    | Cuba                 |
| 5º Lugar                    | Raengel Solis      | República Dominicana |
| 6º Lugar                    | Giselle Saouda     | Colombia             |
| 7º Lugar                    | Madelis Soto       | Puerto Rico          |
| 8º Lugar                    | Angie Chávez       | México               |
| 9º Lugar                    | Martha Maria López | Cuba                 |
| 10º Lugar                   | Joana Parra        | Venezuela            |
| 11º Lugar                   | Lorraine Lara      | Puerto Rico          |
| 12º Lugar                   | Marlene Álvarez    | México               |

## Eliminación
| Top 12 | Ganadora | Primera Finalista |

| A Salvo | Bottom 3 | Bottom 2 | Ganó el reto semanal | Eliminada | Ganó el reto semanal / Eliminada |

| Etapa:  | Etapa:             | Finales    | Finales    | Finales    | Finales    | Finales    | Finales    | Gala Final     |
| Semana: | Semana:            | 4/10       | 4/17       | 4/24       | 5/1        | 5/8        | 5/15       | 5/22           |
| Lugar   | Concursante        | Resultados | Resultados | Resultados | Resultados | Resultados | Resultados | Resultados     |
| 1       | Alejandra Espinoza | Ganó       | Ganó       | Ganó       |            |            | Ganó       | Ganadora       |
| 2       | Mayra Muñoz        |            |            |            |            |            |            | 1.ª. Finalista |
| 3       | Yara Lasanta       |            |            |            |            |            | Bottom 3   | 2.ª. Finalista |
| 4       | Elizabeth López    |            | Bottom 3   | Bottom 2   | Bottom 3   | Bottom 2   |            | 3.ª. Finalista |
| 5       | Raengel Solis      |            |            |            | Ganó       |            |            | 4.ª. Finalista |
| 6       | Giselle Saouda     | Bottom 3   |            |            | Bottom 2   | Ganó       | Bottom 2   | 5.ª. Finalista |
| 7       | Madelis Soto       |            |            |            | Ganó       | Bottom 3   | Eliminada  |                |
| 8       | Angie Chavez       | Bottom 2   |            |            |            | Eliminada  |            |                |
| 9       | Martha María López |            |            | Bottom 3   | Eliminada  |            |            |                |
| 10      | Joana Parra        |            | Bottom 2   | Eliminada  |            |            |            |                |
| 11      | Lorraine Lara      |            | Eliminada  |            |            |            |            |                |
| 12      | Marlene Álvarez    | Eliminada  |            |            |            |            |            |                |

## Episodios

### Temporada 1, Episodio 1: Audiciones de Nueva York, Los Ángeles y Miami
La mejor de las audiciones celebradas en Nueva York, Los Ángeles y Miami.
'Los Jueces invitados Fueron:
| Juez              | Lugar de Audición |
| ----------------- | ----------------- |
| Kika Roca         | New York          |
| Angelica Castro   | Los Ángeles       |
| Cynthia Olavarría | Miami             |

Las concursantes fueron elegidas:
| Concursantes       | Lugar De Audición |
| ------------------ | ----------------- |
| Alejandra Espinoza | Los Ángeles       |
| Lorraine Lara      | TBA               |
| Raengel Solis      | TBA               |
| Mayra Muñoz        | TBA               |
| Marlene Álvarez    | Miami             |
| Martha María López | TBA               |

### Temporada 1, Episodio 3: Encontrar las 12 finalistas
Todas las chicas seleccionadas fueron a Miami. Los jueces las evalúan en el escenario y eligen a sus 12 favoritas. Las doce por las cuales el público pudo votar por primera vez fueron:
- Alejandra Espinoza
- Mayra Muñoz
- Yara Lasanta
- Elizabeth López
- Raengel Solis
- Giselle Saouda
- Madelis Soto
- Angie Chávez
- Martha María López
- Joana Parra
- Lorraine Lara
- Marlene Álvarez

### Temporada 1, Episodio 4: Boot Camp
10 de abril de 2007- Mueven a las doce chicas a la "Mansión de la Belleza," donde empiezan su entrenamiento físico. En la gala, realizan una coreografía disco al frente de una audiencia en vivo. Camina por la pasarela. Al final del espectáculo, se elimina Marlene Álvarez.

### Temporada 1, Episodio 5: Univision ID Challenge
17 de abril de 2007 Las 11 niñas restantes tienen que hacer frente al reto de la semana: Cada una de ellas tendrá que disparar a un 10 secs. ID de la red. En la gala, se realiza una coreografía temático de deportes y caminan la pasarela dos veces, una con vestidos de coctel y la otra en un traje sexy. Al final del espectáculo, se elimina a Lorraine Lara.

### Temporada 1, Episodio 6: Carrera de obstáculos Challenge
24 de abril de 2007 Las 10 niñas restantes tienen que hacer frente al reto de la semana: Una carrera de obstáculos difíciles. En la gala, se realiza una coreografía con tema nacionalidades y caminan la pasarela con trajes de baño. Al final del espectáculo, se elimina a Joana Parra.

### Temporada 1, Episodio 7: Maybelline Photo Shoot
1 de mayo de 2007 El 9 niñas restantes están divididos en tríos para afrontar el reto de la semana: Una foto temáticas disparar de Maybelline New York. El equipo ganador recibe 10 000 dólares para compartir. En la gala, que realizan una coreografía Garibaldi temáticos. Al final del espectáculo, se elimina Martha María López.

### Temporada 1, Episodio 8: Ford TV Ad Challenge
8 de mayo de 2007 Las 8 restantes niñas forman dos equipos para afrontar el reto de la semana: Tienen que crear, producir, protagonizar y editar un comercial de televisión para un producto de Ford. El grupo ganador recibe 10 000 dólares para compartir. En la gala, realizan una coreografía de 20 de temáticas y desfilan en la pasarela con trajes de boda. Al final del espectáculo, se elimina a Angie Chávez.

### Temporada 1, Episodio 9: JC Penney Fashion Show
15 de mayo de 2007 Las 7 niñas restantes frente a su último reto: Tienen una tienda de JC Penney cerrada para ellas. La tarea consiste en escoger dos conjuntos completos (casual y entrevista de trabajo). El tiempo dentro de la tienda es inferior a 15 minutos y deben llevar a cabo un desfile de moda. El único ganador termina con el premio de 10 000 dólares. En la gala, la audiencia reloj grabado perfiles de cada uno de los concursantes que quedan antes de la votación final. Al final del espectáculo, se elimina a Madelis Soto.

### 1, Episodio 10: La gran final
22 de mayo de 2007 El público ha votado por su favorita. Las 6 restantes concursantes recibirán una evaluación final de los jueces antes de llegar a conocer su posición. Al final del espectáculo, Alejandra Espinoza es coronada como "Nuestra Belleza Latina 2007".

### Temporada 1, Episodio 11: El destape
25 de mayo de 2007 El mejor de la serie de este año. Escenas eliminadas y extendidas, entre bastidores cámaras, detrás de cámaras, entrevistas con los seis finalistas, los jueces y los maestros.

### Orden de llamados
| Order | Episodios | Episodios | Episodios | Episodios | Episodios | Episodios | Episodios | Episodios |
| Order | Las 12    | 1         | 2         | 3         | 4         | 5         | 6         | 7         |
| ----- | --------- | --------- | --------- | --------- | --------- | --------- | --------- | --------- |
| 1     | Alejandra | Alejandra | Raengel   | Angie     | Madelis   | Mayra     | Raengel   | Alejandra |
| 2     | Mayra     | Angie     | Alejandra | Mayra     | Alejandra | Raenge    | Elizabeth | Mayra     |
| 3     | Yara      | Raengel   | Madelis   | Alejandra | Raengel   | Alejandra | Alejandra | Yara      |
| 4     | Elizabeth | Yara      | Angie     | Yara      | Angie     | Madelis   | Mayra     | Elizabeth |
| 5     | Raengel   | Elizabeth | Yara      | Martha    | Mayra     | Elizabeth | Yara      | Raengel   |
| 6     | Giselle   | Martha    | Mayra     | Raengel   | Yara      | Giselle   | Giselle   | Giselle   |
| 7     | Madelis   | Mayra     | Joana     | Mayra     | Elizabeth | Yara      | Madelis   |           |
| 8     | Angie     | Madelis   | Martha    | Madelis   | Giselle   | Angie     |           |           |
| 9     | Martha    | Giselle   | Elizabeth | Giselle   | Martha    |           |           |           |
| 10    | Joana     | Lorraine  | Giselle   | Joana     |           |           |           |           |
| 11    | Lorraine  | Joana     | Lorraine  |           |           |           |           |           |
| 12    | Marlene   | Marlene   |           |           |           |           |           |           |

     La concursante fue eliminada
     La concursante ganó el concurso
     La concursante ganó segundo lugar
     La concursante ganó el reto de la semana